# Заїд бін Султан Аль Нагаян
Заїд бін Султан Аль Нагаян (1918/1916, Абу-Дабі — 2 листопада 2004, Абу-Дабі, араб. ‏الشيخ زايد بن سلطان آل نهيان‎) — шейх, 14-й правитель з роду Аль Нагаян, що править на території емірату Абу Дабі вже близько 250 років. Похований у мечеті, названій його іменем, яку збудували за його ініціативи та кошти.

## Життєпис
Більшість істориків сходяться на думці, що він народився 1918 року, але деякі називають 1916 рік (у той час бедуїни не фіксували дати народження дітей) в Аль-Айні. Заїд був наймолодшим з синів шейха Султана, який правив у князівстві Абу-Дабі в 1922—1926 роках. Коли шейх Султан загинув (його убив рідний брат Сакр), Заїду було всього вісім років, і йому довелося багато ходити по Аравійському півострову.
У 1930-і роки правлячий у князівстві шейх Шахбат II, брат Заїда, доручив йому супроводжувати західних геологів, які шукали вуглеводні в пустелі. 1946 р. Заїда призначили правителем рідного міста Аль-Айн. Під його керівництвом в оазі почалося активне будівництво, пожвавилася торгівля, стало розвиватися землеробство.
У серпні 1966 року шейх Заїд став еміром князівства Абу-Дабі, усунувши від влади шейха Шахбата (при цьому двоє синів Шахбата проголосували за таке рішення). У грудні 1971 року еміри 6 князівств (у лютому 1972 року до них приєднався емір Рас-Аль-Хаймі) оголосили про створення федерації ОАЕ, обравши її Президентом правителя Абу-Дабі. Це підкреслило як роль і місце у федерації Абу-Дабі (найбільшого, найнаселеного і найбагатшого емірату), так і внесок шейха Заїда у становлення і розвиток унікальної держави.
Шейх Заїд займав пост Президента ОАЕ протягом майже 33 років. 2 грудня 2001 року він був переобраний Президентом ОАЕ на сьомий п'ятирічний термін. Журнал «Forbes» оцінював його особистий статок, який тепер успадкував його старший син шейх Халіфа, в 20 млрд доларів.
1992 року шейх Заїд заснував «Фонд Заїда» зі статутним капіталом в 3 млрд 671 млн дирхамів, який став відомим завдяки фінансуванню безлічі таких проектів, як будівництво мечетей, культурних і науково-дослідних центрів, надання допомоги постраждалим від стихійних лих районам.
У 2004 році Заїд бін Султан Аль Нагаян заснував найбільшу у світі літературну премію — «Shaikh Zayed Book Award», яка вручається щорічно за «креативність у літературі, переклади, видавництво і тим авторам, чиї роботи мають значення для культурної, літературної і соціальної сторін життя». На думку шейха «книга є символом знань, цивілізації, культури і мистецтва». «Сучасні народи оцінюються не тільки за їх матеріальним добробутом, але і за їх культурною цінністю і можливістю принести щось нове для людської цивілізації в цілому».[джерело?]
За офіційною версією, помер 2 листопада 2004 року в улюбленому прибережному палаці «аль-Бахер» на східній околиці міста Абу-Дабі, встигнувши в день своєї смерті здійснити найграндіознішу перетасовку Уряду країни за попередні 27 років (зокрема, вперше у країнах Перської затоки на пост міністра була призначена жінка). Офіційної причини смерті оголошено не було.
За своє довге життя шейх Заїд виховав 19 синів, які зараз займають високі державні пости або ведуть бізнес. За західними джерелами[якими?], шейх Заїд був одружений 9 разів, але відповідно до приписів ісламу одночасно у нього було не більше 4 дружин.[джерело?]

## Пам'ять

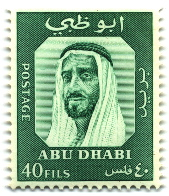
Поштова марка 1967 р.

- В Абу-Дабі на честь шейха названі футбольний та крикетний стадіони.
- Шосе Шейха Заїда — назва шосе Е11 в Дубаї.
- Мечеть шейха Заїда — найбільша мечеть в ОАЕ.